# Darkest Africa
Darkest Africa, também conhecido como King of Jungleland, é um seriado estadunidense de 1936, realizado pela Republic Pictures. Foi o primeiro seriado produzido pela Republic, e pode ser considerado uma sequência do seriado produzido pela Mascot Pictures, The Lost Jungle, de 1934, também estrelado por Clyde Beatty. A Mascot, e outras empresas, foram adquiridas em 1935 pelo "Consolidated Film Laboratories" e houve uma fusão para formar a Republic Pictures. O produtor Nat Levine foi o proprietário da Mascot Pictures.
Em 21 de maio de 1936, foi lançada uma edição de 73 minutos. Em 10 de novembro de 1948, o seriado foi relançado pela primeira vez sob o título King of Jungleland.

## Sinopse
Durante um safári no leste africano, Clyde Beatty encontra um garoto, Baru, e seu macaco “Bonga”. Baru revela ter escapado da cidade perdida de Joba, a cidade sagrada de Golden Bat, do Rei Salomão, mas que sua irmã Valerie permaneceu lá. Ela foi encontrada pelo Sumo Sacerdote Dagna quando criança e declarada Deusa de Joba como parte da busca dele pelo poder. Sua fuga poderia causar uma revolta entre os cidadãos da cidade. Clyde concorda em ajudar a resgatar Valerie, e eles partem para Joba, através do Vale das Almas Perdidas.
Enquanto isso, os inescrupulosos Durkin e Craddock notam o diamante verde que Baru está usando e os seguem para saquear a cidade e encontrar jóias semelhantes. Dagna recebe a notícia da aproximação dos heróis através de seus Homens-Alados (ou Homens-Morcego) e faz planos para detê-los.

## Elenco

### Principal
- Clyde Beatty … Clyde Beatty, famoso caçador e domador de leões. Beatty foi anunciado como "World's Greatest Wild Animal Trainer"[2]
- Manuel King … Baru Tremaine, King foi anunciado como "World's Youngest Wild Animal Trainer"[2]
- Elaine Shepard … Valerie Tremaine, irmã de Baru e deusa de Joba
- Lucien Prival … Dagna, Sumo-sacerdote de Joba
- Ray "Crash" Corrigan (em fantasia de macaco) ... Bonga[4]
- Wheeler Oakman … Durkin

### Secundário
- Edward McWade … Gorn, detentor dos “livros da lei” de Joba
- Edmund Cobb … Craddock
- Ray Turner … Hambone, assistente de Clyde
- Donald Reed … Negus, um escravo de Joba

## Produção
Darkest Africa foi orçado em US $107.281 dólares, embora o custo final tenha sido US $119,343. Foi o mais caro seriado da Republic Pictures em 1936.
Foi filmado entre 29 de novembro e 28 de dezembro de 1935, sob o título Dark Continent. Seu número de produção foi 416. De todos os 66 seriados da Republic, no entanto, este foi o terceiro mais barato por capítulo (que custou US $ 7,956.20, em média, para produzir cada um dos 15 capítulos da série).

### Efeitos especiais
Os efeitos especiais foram feitos por John T. Coyle e os irmãos Lydecker.
Darkest Africa apresentava os primeiros efeitos especiais de voo que a Republic usaria depois, em outros seriados, tais como Adventures of Captain Marvel. Este seriado também apresentou exemplos de modelos feitos em estúdio, que se tornarim alguns dos fatores da reputação e do sucesso futuro da companhia. A destruição da cidade perdida no capítulo final foi particularmente destacado por Cline como um “exemplo pitoresco”.

### Dublês
- Yakima Canutt foi o coordenador dos dublês do seriado.[6]
- Eddie Parker … Craddock (no lugar de Edmund Cobb)

### Cliffhangers
1. Uma erupção vulcânica e um posterior sismo provocam um deslizamento de terra  sobre os heróis
2. Clyde é forçado a ficar em uma cova com um tigre.
3. Os heróis se escondem da perseguição dos Homens-Alados em um sarcófago vazio e são esfaqueados várias vezes com suas lanças.
4. Clyde é empurrado para fora de uma plataforma por Craddock, cai inconsciente em uma mina e é atacado por uma matilha de Leões Assassinos.
5. Clyde é amarrado em uma árvore e é atacado por um leão.
6. Dagna manda uma porção de leões sobre Clyde.
7. Clyde se esconde atrás de uma cortina, mas  é revelado e atacado por uma saraivada de balas.
8. Inconsciente, Baru é atacado por um tigre; a videira onde Clyde está subindo é cortada por Durkin.
9. Uma tropa de Homens-Alados ataca Clyde do ar, arremessando-lhe duas lanças.
10. Um Homem-Alado corta a corda  em que Clyde está balançando para escapar.
11. Os heróis são envoltos em uma nuvem de gás venenoso.
12. Nadando para resgatar Valerie, a corda de Clyde é cortada por um escravo e eles caem dentro de uma multidão de rebeldes armados.
13. Uma explosão atinge dois heróis nas rochas.
14. Valerie comete suicídio, saltando de Pinnacle Rock.

## Lançamento

### Cinema
Darkest Africa' teve sua estreia oficial em 15 de fevereiro de 1936, embora esta seja realmente a data em que o sétimo capítulo foi disponibilizado para o intercâmbio de filmes.
Uma versão com 73 minutos, criada pela edição do seriado, foi lançada em 21 de maio de 1936.
Darkest Africa foi relançado pela primeira vez sob o título King of Jungleland, em 10 de novembro de 1948, entre a apresentação de Adventures of Frank and Jesse James e Federal Agents vs. Underworld, Inc. A mudança de nome foi para ficar em conformidade com a tradição de sucesso da Republic em utilizar o "King of ..." na nomeação de seus filmes.

### Televisão
Darkest Africa foi um dos diversos seriados da Republic relançados pela televisão em 1966. Foi renomeado como Batmen of Africa, para seguir a linha da mania de Batman da época. Essa versão foi editada com 100 minutos.

## Recepção da crítica
Cline descreveu este seriado como "some of the finest photography of Beatty's animal training techniques ever seen were numbered in this production". Ele critica o desempenho do Prival como Dagna, composto de "entrega rápida e estridente em um tom monótono".

## Capítulos
1. Baru - Son of the Jungle  (29 min 37s)
2. The Tiger-Men's God (18 min 13s)
3. Bat-Men of Joba (17 min 59s)
4. The Hunter Lions of Joba (17 min 27s)
5. Bonga's Courage (16 min 33s)
6. Prisoners of the High Priest (18 min 34s)
7. Swing for Life (17 min 47s)
8. Fang and Claw (17 min 9s)
9. When Birdmen Strike (16 min 49s)
10. Trial by Thunder-Rods (16 min 42s)
11. Jars of Death (16 min 35s)
12. Revolt of the Slaves (16 min 18s)
13. Gauntlet of Destruction (16 min 48s)
14. The Divine Sacrifice (15 min 48s)
15. The Prophecy of Gorn (17min 3s)

Fonte:
Este foi o único seriado de 15 capítulos da Republic Pictures em 1936 (os outros tinham 12 ou 14 capítulos). Seu próximo seriado em 15 capítulos seria Dick Tracy em 1937, também o único com 15 daquele ano.